# Cismon del Grappa
Cismon del Grappa est une ancienne commune italienne située dans la province de Vicence en région Vénétie. Depuis le 30 janvier 2019, elle fait partie de la commune de Valbrenta.

## Géographie

### Communes limitrophes
Arsiè, Borso del Grappa, Crespano del Grappa, Enego, Grigno, Paderno del Grappa, Pove del Grappa, San Nazario, Seren del Grappa, Valstagna
La commune comprenait les hameaux (Frazioni) de Corlo, Fastro Bassanese et Primolano.

## Toponymie
Jusqu'en 1927, la dénomination de la commune était Cismon.

## Histoire
Cismon del Grappa est l'une des localités façonnées par l'activité humaine et les événements historiques qui se sont déroulés entre le XIe siècle et le XIIIe siècle et les faits découlant de l'affrontement entre les différents clans de la puissante famille des Ezzelini. Ces faits ont certainement été récemment découverts et approfondis notamment grâce au nom de la ville figurant dans l’inventaire des nombreuses terres possédées par la famille, établi après la capture et le décès d'Ezzelino III da Romano, dit le Féroce, puis de l’exécution de toute la famille des Ezzelini en 1260. 
Pendant la période de la république de Venise, jusqu’en 1797, Cismon fait partie intégrante de la région autonome de Bassano, une « terre exempte et séparée » de toute autre ville, et directement soumise à Venise. Comme témoignage de cette union, l’un des hameaux de Cismon porte encore le nom de Fastro Bassanese. Le territoire qui s étendait de Primolano jusqu’à Tezze contrôlait la Brenta sur toute sa largeur, d’une rive à l’autre.
Lors de la campagne d'Italie, eut lieu, le 7 septembre 1796, le combat de Primolano, un hameau de Cismon del Grappa, ou se distingua la 4e demi-brigade de deuxième formation. 
Dans la nuit du 17 juin 1944 a eu lieu le sabotage du Tombion par un groupe de partisans de la brigade Antonio Gramsci, commandée par Paride Brunetti. Tout le stock d'explosifs entreposé dans le Fort de Tombion fut utilisé pour faire s'effondrer le tunnel ferroviaire du même nom, reliant Bassano del Grappa à Trente, afin de freiner la progression des armées du Troisième Reich.
À la suite d'une consultation populaire, Cismon del Grappa fusionne avec Campolongo sul Brenta, San Nazario et Valstagna pour former la nouvelle commune de Valbrenta le 30 janvier 2019.

## Administration municipale
| Période                                  | Période | Identité         | Étiquette     | Qualité |
| ---------------------------------------- | ------- | ---------------- | ------------- | ------- |
| 2004                                     | 2009    | Danilo Bavaresco | Liste civique |         |
| 2009                                     | 2019    | Luca Ferrazzoli  | Liste civique |         |
| Les données manquantes sont à compléter. |         |                  |               |         |

## Culture et patrimoine

### Monuments
Le fort Tagliata della Scala est une forteresse militaire construite pour défendre la frontière italienne contre l'Empire austro-hongrois, situé sur le territoire de la commune de Cismon del Grappa, à proximité du hameau de Primolano. À proximité se trouve le fort Tagliata delle Fontanella avec lequel il communique.

### Fêtes et traditions
Un vieux dicton local dit « el Brenta non saria brenta se el Cismon non ghe desse na penta », traduit en français : « La Brenta ne serait pas la Brenta s'il n'y avait Cismon qui lui donne un coup de pouce. » Le débit des eaux du fleuve Brenta devient important seulement après que celles du torrent Cismon se soient jetées dedans.

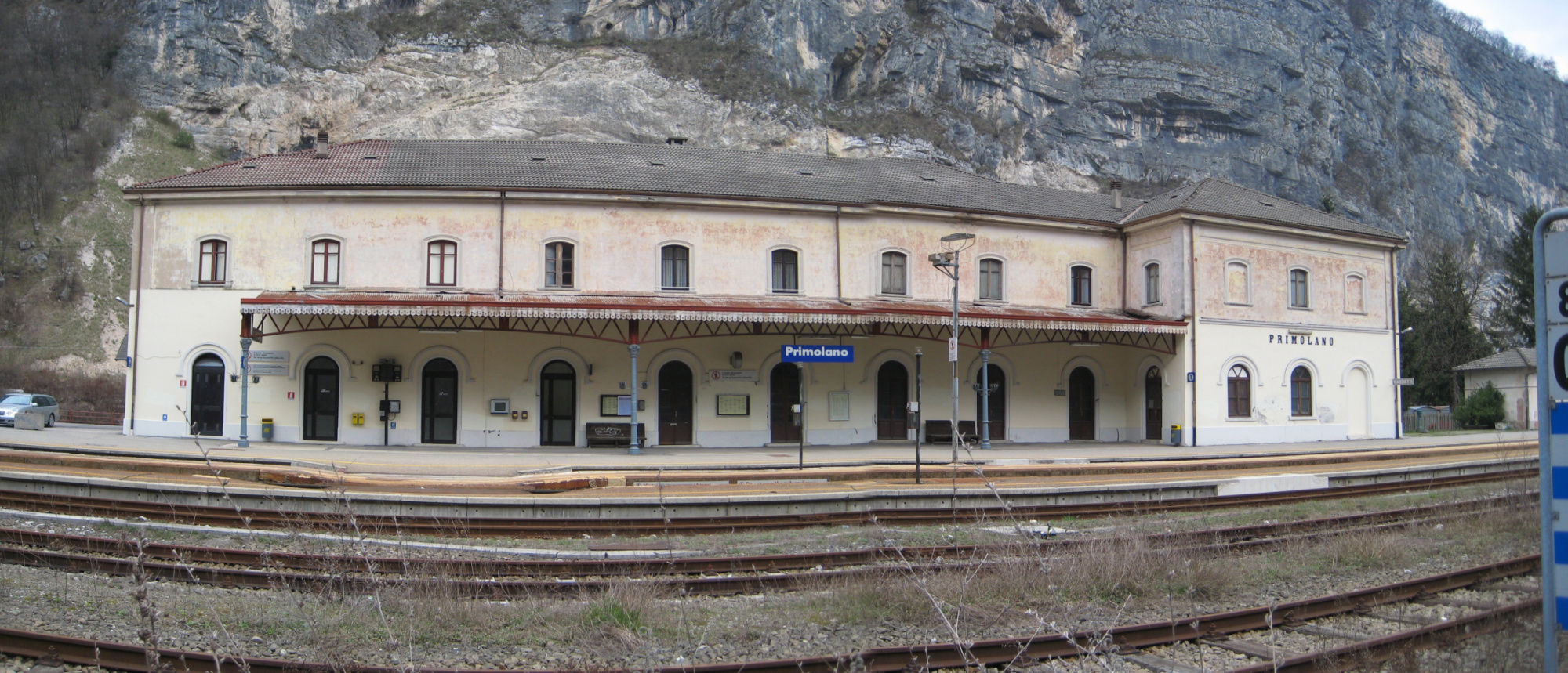
La gare de Primolano.

Primolano (latitude: 45 ° 57 58 - longitude: 11 ° 42 '24), environ 250 habitants, est située sur la rive gauche du fleuve Brenta, à environ 6 km de Cismon, en direction de Trente, sur le tracé de la SS 47 .  C'est le dernier hameau vénitien du Canal de Brenta, limitrophe de la province de Trente (en partant de Valsugana) et de celle de Belluno, en traversant le village de Fastro Bassanese et le hameau de Fastro de la commune d'Arsiè.  L'ancienne route reliant Primolano à Arsiè par les fortifications du château de la Scala, trace la limite de la république de Venise.  La paroisse homonyme dépend du diocèse de Padoue. Le saint patron est Saint-Barthélemy.
À Primolano, il y a une gare de chemin de fer qui, depuis 1910 (année d'ouverture) à 1915, a fonctionné en tant que gare internationale, un rôle dont témoigne sa taille imposante.
Depuis 2009, le garage à locomotives adjacent fait l'objet d'un projet de restauration fonctionnelle par la "Società Veneta Ferrovie" (SVF). Un accord a été signé en 2011 avec la municipalité de Cismon del Grappa pour la restauration du hangar et la création d'un train historique composé de la locomotive 880.001 lui appartenant et d'autre matériel roulant en cours d'acquisition.
En 2012 (26 mai) des fonds ont été affectés au financement par la commune de Cismon del Grappa pour la publication de "Istituzione della Ferrovia turistica della Val Brenta - tratta Primolano - Bassano" (Création du chemin de fer touristique de la vallée Brenta - par Primolano - Bassano) rédigée par SVF à titre gratuit et qui inclut le travail au garage, sur le train et sur une partie la piste cyclable Trente-Bassano.

## Évolution démographique

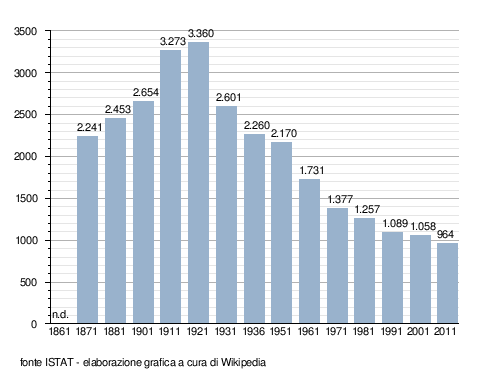
Courbe démographique de la commune de Cismon del Grappa

Habitants recensés de 1871 à 2011:

## Jumelages
- Saint-Laurent-en-Royans (France)